# آرتور بریگز (بازیکن فوتبال)
آرتور بریگز (انگلیسی: Arthur Briggs؛ ۲۷ مه ۱۹۰۰ – ۱۲ مارس ۱۹۸۷) بازیکن فوتبال اهل بریتانیا بود.
از باشگاه‌هایی که در آن بازی کرده‌است می‌توان به باشگاه فوتبال هال سیتی، باشگاه فوتبال ترانمره راورز، و باشگاه فوتبال سوئیندون تاون اشاره کرد.